# Paolo Jachia
Paolo Jachia (Milano, 2 agosto 1958) è un semiologo e musicologo italiano.

## Biografia
Dopo la laurea in Lettere conseguita presso l'Università degli Studi di Milano con una tesi in estetica, Jachia ha lavorato con il poeta Franco Fortini e successivamente con il critico letterario Giuseppe Petronio.
Presso l'Università degli Studi di Pavia è docente di Semiotica e Semiotica delle arti; qui in precedenza ha insegnato Filosofia del linguaggio, Forme della canzone d'arte e Didattica della civiltà e della cultura letteraria italiana. Al DAMS di Genova e Imperia ha insegnato Forme della canzone d'arte e d'autore.
Dal 2016, sempre presso l'Università di Pavia, collabora al corso di Forme di poesia in musica all'interfacoltà CPM (Comunicazione, Professione, Medialità) tenuto da Roberto Vecchioni.

## Opere
- Roberto Vecchioni. Le canzoni, a cura di e con Anna Caterina Bellati, Milano, Lombardi, 1992. ISBN 88-7799-022-8.
- Bibliografia degli scritti di Franco Fortini (1935-1991), con Luca Lenzini e Rossella Niccolucci, Siena, Università degli Studi, Dipartimento di filologia e critica della letteratura, 1992.
- Introduzione a Bachtin, Roma-Bari, Laterza, 1992. ISBN 88-420-3957-8.
- Fortini. Leggere e scrivere, con Franco Fortini, Firenze, Nardi, 1993. ISBN 88-7964-007-0.
- Introduzione a De Sanctis, Roma-Bari, Laterza, 1996. ISBN 88-420-4968-9.
- Michail Bachtin. I fondamenti della filosofia del dialogo. Individuo, arte, lingua e società nel Circolo di Bachtin, 1919-1929, Segrate, Nike, 1997. ISBN 88-87004-04-8.
- La canzone d'autore italiana 1958-1997. Avventure della parola cantata, Milano, Feltrinelli, 1998. ISBN 88-07-81471-4.
- Roberto Vecchioni. Le donne, i cavallier, l'arme, gli amori, Genova, Frilli, 2001. ISBN 88-87923-18-3.
- Francesco Guccini. 40 anni di storie, romanzi, canzoni, Roma, Editori Riuniti, 2002. ISBN 88-359-5306-5.
- Giorgio Gaber. 1958-2003. Il teatro e le canzoni, Roma, Editori Riuniti, 2003. ISBN 88-359-5446-0.
- Ivano Fossati. Una vita controvento, Civitella in Val di Chiana, Zona, 2004. ISBN 88-87578-75-3.
- E ti vengo a cercare. Franco Battiato sulle tracce di Dio, Milano, Ancora, 2005. ISBN 88-514-0307-4.
- Umberto Eco. Arte semiotica letteratura, San Cesario di Lecce, Manni, 2006. ISBN 88-8176-809-7.
- Franco Fortini. Un ritratto, Civitella in Val di Chiana, Zona, 2007. ISBN 978-88-89702-96-3.
- Pirandello e il suo Cristo. Segni e indizi dal Fu Mattia Pascal, Milano, Ancora, 2007. ISBN 978-88-514-0462-8.
- La donna cannone e l'agnello di Dio. Tracce cristiane in Francesco De Gregori. Con un intervento sui Baustelle, Milano, Ancora, 2009. ISBN 978-88-514-0706-3.
- Nonostante Sanremo. 1958-2008: arte e canzone al festival, con Francesco Paracchini, Roma, Coniglio, 2009. ISBN 978-88-6063-179-4.
- Francis Ford Coppola. Apocalypse now. Un'analisi semiotica, Roma, Bulzoni 2010. ISBN 978-88-7870-470-1.
- I Baustelle mistici dell'Occidente. Un'assurda specie di preghiera che sembra quasi amore, con Davide Pilla, Milano, Ancora, 2011. ISBN 978-88-514-0852-7.
- Dal segno al testo. Breve manuale di semiotica della letteratura e delle arti contemporanee, Lecce, Manni 2011. ISBN 978-88-6266-389-2.
- Fortini e "La poesia delle rose". Note per un commento testuale, in "Strumenti critici", N. 2, maggio 2010. (dalla tesi e assegno di ricerca postdottorato diretta da Corti Segre Stella presso l'Università di Pavia)
- Lucio Dalla, giullare di Dio, Milano, Ancora, 2013. ISBN 978-88-514-1097-1.
- Baglioni - Morandi. Due capitani coraggiosi, con Francesco Paracchini, Azzurra, 2015, ISBN 978-88-98840-98-4
- Luigi Pirandello - a cura di Paolo Jachia, Dostoevskij e la polifonia. Dal romanzo al teatro 1890-1936, Lecce, Manni, 2016, ISBN 978-88-6266-687-9
- Battiato 27 canzoni commentate, Milano, D'Ambrosio, 2017. ISBN 978-88-88319-20-9
- Claudio Baglioni: un cantastorie dei giorni nostri (1967-2018), Genova, Frilli, 2018. ISBN 978-88-6943-244-6
- Evviva Sanremo. Il Festival della canzone italiana tra storia e pregiudizio, con Francesco Paracchini, Genova, Zona, 2018. ISBN 978-88-6438-744-4
- Roberto Vecchioni, da San Siro all'Infinito. Cinquant'anni di album e canzoni (1968-2018), Milano, Ancora, 2019. ISBN 978-88-514-2108-3
- Roberto Vecchioni, Canzoni. Di Massimo Germini e Paolo Jachia, Milano, Bompiani, 2021. ISBN 978-88-301-0889-9
- Van De Sfroos, Canzoni senza confini, Milano, Àncora, 2021. ISBN 978-88-514-2240-0
- Franco Battiato, Voglio vederti danzare, Milano, Àncora, 2022. ISBN 978-88-514-2530-2